# Gastronomía venezolana en Chile

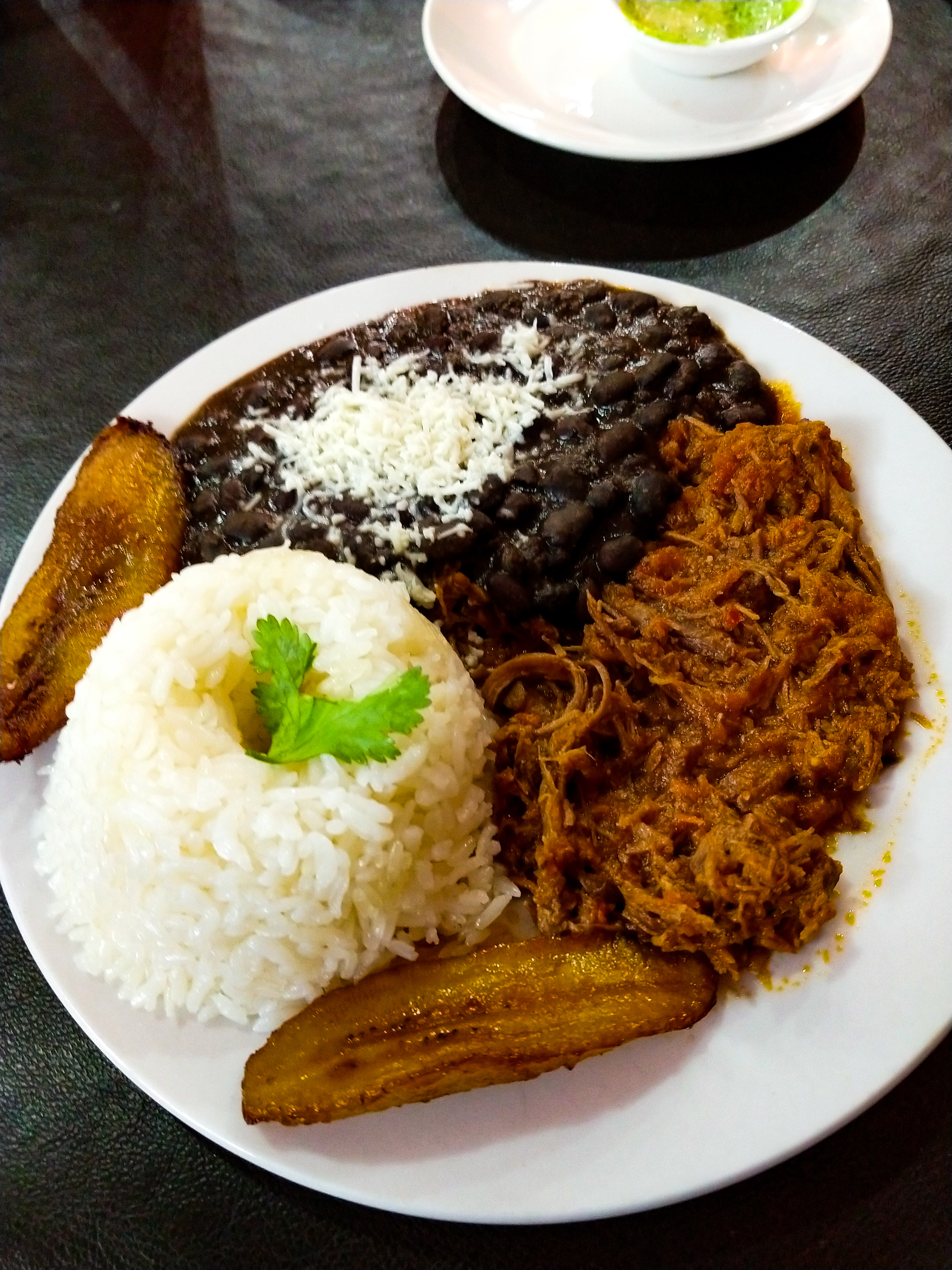
Fotografía de una plato de pabellón criollo, tomada en Chile.

La gastronomía venezolana en Chile es el conjunto de prácticas, tradiciones y platos característicos de la cocina de Venezuela que han sido introducidos y adaptados en el territorio chileno. Este fenómeno es resultado del creciente flujo migratorio desde Venezuela a Chile, el cual ha favorecido el intercambio cultural y la diversificación de la oferta culinaria en el país.

## Historia
La presencia de la gastronomía venezolana en Chile se remonta a la intensificación del flujo migratorio a partir de los años 2010. Según datos del Instituto Nacional de Estadísticas de Chile (INE), para 2020, la comunidad venezolana se había convertido en el grupo migrante más numeroso en el país, con una presencia significativa en regiones como la Metropolitana, Valparaíso, Biobío y Coquimbo. Esta migración no solo trajo personas, sino también su cultura, incluyendo una rica tradición gastronómica que empezó a manifestarse en el país.
Inicialmente, la gastronomía venezolana se hizo visible a través de pequeños emprendimientos, algunos de reparto a domicilio, publicitandose por medio de plataformas de internet,  así también se instalan los primeros restoranes, especialmente en Santiago. Platos como las arepas y los tequeños ganaron popularidad rápidamente, atrayendo tanto a los inmigrantes venezolanos que buscaban sabores de su tierra como a los chilenos interesados en explorar nuevas opciones culinarias. Algunos de estos emprendimientos comenzaron a ofrecer productos congelados en locales de alimentos y supermercados.
Los emprendimientos gastronómicos de la comunidad migrante son muy diversos, van desde los tradicionales restonares y locales de comida,despacho de comida a dominicilio,foodtrucks,  la producción de chocolates artesanales,distribución de productos venezolanos, así como producción local de embutidos y de quesos venezolanos como el queso llanero.
La migrantes también han traído cocinas de otros lugares que fueron previamente adaptadas la cultura venezolana por migraciones previas en Venezuela como por ejemplo comida china al estilo venezolano.
Una figura importante en el desarrollo de la gastronomía venezolana en Chile, fue la presencia en el país del chef Sumito Estévez, que es un reconocido chef venezolano que llego a vivir a Santiago de Chile desde 2018 a 2023, trabajó como subdirector del Centro de innovación gastronómica en Inacap, abrió en plena pandemia del COVID-19 un restorant llamado Sumo Gusto, además de abrir de un abrir un canal de YouTube donde enseña prepaciones de la cocina venezolana, en 2023 migra a Italia junto a su esposa. 

## Comida venezolana en las familias migrantes
Este creciente grupo migrante busca preservar en sus familias cultura gastronómica, pero adaptándose a la realidad chilena, haciendo algunas prepaciones con más elaboración, por temas de ritmo de vida y horarios laborares de Chile, los fines de semana y fechas especiales, teníendo que en ocasiones sustituir algunos ingredientes por otros de origen chileno debido por su falta de disponibilidad, pero poco a poco los ingredientes se han vuelto más comunes en Chile como la harina de maíz precocida, los distintos tipos de quesos venezolanos entre otros, llegando algunos de estos a supermercados y se han comenzado a crear locales de especializados de ingredientes tanto venezolanos como de otros grupos de migrantes. Algunas familias migrantes venezolanas han adquirido costumbres locales como comer verdudas frescas en ensaladas  o la participar en asados chilenos contribuyendo con sus comidas típicas como tequeños.
Las familias venezolanas en Chile dan mucha importancia a las fiestas decembrinas, las fiestas de fin de año (Navidad y Año Nuevo), ocasión de encuentro familiar, durante estas fiestas disfrutan de sus comidas tradicionales como las hallacas, la ensalada de gallina, el pan de jamón, el pernil, el asado negro y el ponche crema; en la elaboración de las hallacas participa toda la familia desde los niños hasta los ancianos, donde se transmiten estas costumbres a las nuevas generaciones, también interesados en las comidas y bebidas locales como el pan de pascua y el cola de mono. Existiendo emprendimientos que vende hallacas para estas fiestas de fin de año.

## Platos destacados
Entre los platos y productos que han ganado popularidad en Chile se encuentran:
- Arepas: Alimento en base a harina de maíz, relleno de diversos ingredientes, que han sido adaptados en sabor y presentación para satisfacer paladares locales. Entre las razones de su popularidad en Chile es entre otras cosas un alimento apto para celiacos al no contener gluten, su aporte calórico menor con respecto a otros alimentos, aporte nutritivo y su versatilidad.[20]Se han hecho adaptaciones locales de esta comida.[21][22]
- Tequeños: Palitos de queso envueltos en masa, frecuentemente servidos como aperitivo en reuniones y eventos.[23]Existen variantes creadas en Chile que incluyen merkén, un condimento tradicional chileno.[24]
- Empanadas venezolanas: Con masa de harina de maíz y rellenos variados que difieren de las tradicionales empanadas chilenas, incorporando preparaciones a base de carne, pollo o incluso versiones dulces.[25]
- Cachapas: Tortillas elaboradas con maíz tierno (choclo como se le conoce en Chile), generalmente acompañadas de queso,[26][27] que también han ganado terreno en locales de comida rápida y ferias gastronómicas.[28][29]
- Otros platos, como el pabellón criollo y las hallacas, que aunque menos difundidos, han encontrado nichos en menús especializados.

## Impacto cultural
La gastronomía venezolana ha enriquecido la oferta y cultura gastronómica en el país, junto con otros grupos migrantes venidos de otros países de Latinoamérica en los últimos años. Junto a la oleada migratoria llegaron nuevas comidas, bebidas, ingredientes y preparaciones han dado mayor diversidad a la cultura gastronómica local.Realizando un intercambio cultural mezclandose las costumbres de ambos países.
Los esfuerzos de la comunidad migrante de mantener sus tradiciones y de difundirlas a las nuevas generaciones con las dificultades de la distancia, compartir sus platillos con la población local ayuda al encuentro y la integración, entre ambas comunidades.